# Coppa di Turchia 2011-2012 (pallavolo maschile)
La Coppa di Turchia 2011-2012 si è svolta dal 30 settembre 2011 al 8 aprile 2012: al torneo hanno partecipato 22 squadre di club turche e la vittoria finale è andata per la seconda volta al Fenerbahçe.

## Regolamento

### Formula
Le squadre hanno disputato un primo turno a gironi (a cui hanno partecipato le sei peggiori classificate al termine della Voleybol 1. Ligi 2010-11 e le migliori dieci classificate della Voleybol 2. Ligi 2010-11) con la formula del girone all'italiana: al termine del primo turno, le prime due classificate e le due migliori terze classificate di ogni girone hanno acceduto agli ottavi di finale, giocati in gara unica, seguiti dai quarti di finale, con gare di andata e ritorno; le quattro formazioni giunte in Final four hanno disputato semifinali, finale per il terzo posto e finale per il titolo in gara unica.

### Criteri di classifica
Se il risultato finale è stato di 3-0 o 3-1 sono stati assegnati 3 punti alla squadra vincente e 0 a quella sconfitta, se il risultato finale è stato di 3-2 sono stati assegnati 2 punti alla squadra vincente e 1 a quella sconfitta.
L'ordine del posizionamento in classifica è stato definito in base a:
- Punti;
- Numero di partite vinte;
- Ratio dei set vinti/persi;
- Ratio dei punti realizzati/subiti.

## Squadre partecipanti
| - Anadolu Üniversitesi - Arkas - BAL - Beşiktaş - Çankaya - Diyarbakır BB - ES - Fenerbahçe | - Galatasaray - Halkbank - İstanbul BB - Keşan - Maliye Milli Piyango - Melikgazi - Niksar - Sivas Dört Eylül | - TED Ankara - Tofaş - Tokat - Torul Gençlerbirliği - Yenişehir - Ziraat Bankası |

## Torneo

### Primo turno

#### Girone A

##### Risultati
| 30 settembre 2011 Anadolu Üniversitesi S. Salonu, Eskişehir Durata: - Spettatori: | Maliye Milli Piyango | 3 - 0 | Anadolu Üniversitesi | 25-10, 25-10, 25-16 |
| 1º ottobre 2011 Anadolu Üniversitesi S. Salonu, Eskişehir Durata: - Spettatori:   | Tofaş                | 0 - 3 | Maliye Milli Piyango | 13-25, 16-25, 16-25 |
| 2 ottobre 2011 Anadolu Üniversitesi S. Salonu, Eskişehir Durata: - Spettatori:    | Anadolu Üniversitesi | 0 - 3 | Tofaş                | [ 2 ]               |

##### Classifica
| Pos. | Squadra              | Pt | G | V | P | SV | SP | Ratio | PF  | PS  | Ratio |
| ---- | -------------------- | -- | - | - | - | -- | -- | ----- | --- | --- | ----- |
| 1    | Maliye Milli Piyango | 6  | 2 | 2 | 0 | 6  | 0  | MAX   | 150 | 83  | 1,807 |
| 2    | Tofaş                | 3  | 2 | 1 | 1 | 3  | 3  | 1,000 | 121 | 120 | 1,008 |
| 3    | Anadolu Üniversitesi | 0  | 2 | 0 | 2 | 0  | 6  | 0,000 | 82  | 150 | 0,547 |

#### Girone B

##### Risultati
| 30 settembre 2011 Başkent Voleybol Salonu, Ankara Durata: - Spettatori: | TED Ankara           | 3 - 0 | Niksar               | 25-18, 25-20, 25-18        |
| 30 settembre 2011 Başkent Voleybol Salonu, Ankara Durata: - Spettatori: | Torul Gençlerbirliği | 3 - 0 | Tokat                | 25-20, 25-19, 25-17        |
| 1º ottobre 2011 Başkent Voleybol Salonu, Ankara Durata: - Spettatori:   | Tokat                | 1 - 3 | TED Ankara           | 25-21, 19-25, 17-25, 23-25 |
| 1º ottobre 2011 Başkent Voleybol Salonu, Ankara Durata: - Spettatori:   | Niksar               | 0 - 3 | Torul Gençlerbirliği | [ 2 ]                      |
| 2 ottobre 2011 Başkent Voleybol Salonu, Ankara Durata: - Spettatori:    | Niksar               | 0 - 3 | Tokat                | [ 2 ]                      |
| 2 ottobre 2011 Başkent Voleybol Salonu, Ankara Durata: - Spettatori:    | Torul Gençlerbirliği | 3 - 0 | TED Ankara           | [ 2 ]                      |

##### Classifica
| Pos. | Squadra              | Pt | G | V | P | SV | SP | Ratio | PF  | PS  | Ratio |
| ---- | -------------------- | -- | - | - | - | -- | -- | ----- | --- | --- | ----- |
| 1    | Torul Gençlerbirliği | 9  | 3 | 3 | 0 | 9  | 0  | MAX   | 229 | 174 | 1,316 |
| 2    | TED Ankara           | 6  | 3 | 2 | 1 | 6  | 4  | 1,500 | 241 | 219 | 1,100 |
| 3    | Tokat                | 3  | 3 | 1 | 2 | 4  | 6  | 0,666 | 217 | 234 | 0,927 |
| 4    | Niksar               | 0  | 3 | 0 | 3 | 0  | 9  | 0,000 | 167 | 227 | 0,736 |

#### Girone C

##### Risultati
| 30 settembre 2011 Keşan Spor Salonu, Keşan Durata: - Spettatori: | Çankaya   | 3 - 0 | BAL       | 25-23, 25-22, 25-22               |
| 30 settembre 2011 Keşan Spor Salonu, Keşan Durata: - Spettatori: | Yenişehir | 3 - 2 | Keşan     | 24-26, 25-19, 25-19, 17-25, 15-6  |
| 1º ottobre 2011 Keşan Spor Salonu, Keşan Durata: - Spettatori:   | BAL       | 3 - 2 | Yenişehir | 25-22, 25-23, 22-25, 24-26, 16-14 |
| 1º ottobre 2011 Keşan Spor Salonu, Keşan Durata: - Spettatori:   | Keşan     | 0 - 3 | Çankaya   | 18-25, 20-25, 19-25               |
| 2 ottobre 2011 Keşan Spor Salonu, Keşan Durata: - Spettatori:    | Çankaya   | 3 - 0 | Yenişehir | [ 2 ]                             |
| 2 ottobre 2011 Keşan Spor Salonu, Keşan Durata: - Spettatori:    | Keşan     | 3 - 2 | BAL       | [ 2 ]                             |

##### Classifica
| Pos. | Squadra   | Pt | G | V | P | SV | SP | Ratio | PF  | PS  | Ratio |
| ---- | --------- | -- | - | - | - | -- | -- | ----- | --- | --- | ----- |
| 1    | Çankaya   | 9  | 3 | 3 | 0 | 9  | 0  | MAX   | 230 | 184 | 1,250 |
| 2    | BAL       | 3  | 3 | 1 | 2 | 5  | 8  | 0,625 | 284 | 284 | 1,000 |
| 3    | Yenişehir | 3  | 3 | 1 | 2 | 5  | 8  | 0,625 | 275 | 288 | 0,955 |
| 4    | Keşan     | 3  | 3 | 1 | 2 | 5  | 8  | 0,625 | 251 | 284 | 0,884 |

#### Girone D

##### Risultati
| 30 settembre 2011 Meli̇kgazi̇ Atatürk Spor Salonu, Kayseri Durata: - Spettatori: | Sivas Dört Eylül | 3 - 0 | ES               | 25-17, 25-12, 25-18        |
| 30 settembre 2011 Meli̇kgazi̇ Atatürk Spor Salonu, Kayseri Durata: - Spettatori: | Melikgazi        | 1 - 3 | Beşiktaş         | 15-25, 23-25, 25-22, 15-25 |
| 1º ottobre 2011 Meli̇kgazi̇ Atatürk Spor Salonu, Kayseri Durata: - Spettatori:   | Beşiktaş         | 1 - 3 | Sivas Dört Eylül | 24-26, 21-25, 26-24, 15-25 |
| 1º ottobre 2011 Meli̇kgazi̇ Atatürk Spor Salonu, Kayseri Durata: - Spettatori:   | ES               | 1 - 3 | Melikgazi        | [ 2 ]                      |
| 2 ottobre 2011 Meli̇kgazi̇ Atatürk Spor Salonu, Kayseri Durata: - Spettatori:    | Beşiktaş         | 3 - 0 | ES               | 25-15, 25-18, 25-23        |
| 2 ottobre 2011 Meli̇kgazi̇ Atatürk Spor Salonu, Kayseri Durata: - Spettatori:    | Sivas Dört Eylül | 3 - 0 | Melikgazi        | 25-18, 25-16, 25-14        |

##### Classifica
| Pos. | Squadra          | Pt | G | V | P | SV | SP | Ratio | PF  | PS  | Ratio |
| ---- | ---------------- | -- | - | - | - | -- | -- | ----- | --- | --- | ----- |
| 1    | Sivas Dört Eylül | 9  | 3 | 3 | 0 | 9  | 1  | 9,000 | 150 | 184 | 1,359 |
| 2    | Beşiktaş         | 6  | 3 | 2 | 1 | 7  | 4  | 1,750 | 258 | 234 | 1,103 |
| 3    | Melikgazi        | 3  | 3 | 1 | 2 | 4  | 7  | 0,571 | 231 | 270 | 0,856 |
| 4    | ES               | 0  | 3 | 0 | 3 | 1  | 9  | 0,110 | 201 | 252 | 0,798 |

### Ottavi di finale
| 7 dicembre 2011 Başkent Voleybol Salonu, Ankara Durata: ? - Spettatori: ?         | TED Ankara           | 3 - 1 | Çankaya        | 25-18, 23-25, 27-25, 25-21        |
| 7 dicembre 2011 Başkent Voleybol Salonu, Ankara Durata: ? - Spettatori: ?         | Maliye Milli Piyango | 0 - 3 | Fenerbahçe     | 22-25, 20-25, 21-25               |
| 7 dicembre 2011 Bursa Atatürk Spor Salonu, Bursa Durata: ? - Spettatori: ?        | Yenişehir            | 0 - 3 | Beşiktaş       | 15-25, 21-25, 21-25               |
| 6 dicembre 2011 Hüseyin Akbaş Kapalı Spor Salonu, Tokat Durata: ? - Spettatori: ? | Tokat                | 0 - 3 | Ziraat Bankası | 17-25, 18-25, 17-25               |
| 7 dicembre 2011 Bursa Atatürk Spor Salonu, Bursa Durata: ? - Spettatori: ?        | Tofaş                | 0 - 3 | Galatasaray    | 17-25, 12-25, 17-25               |
| 6 dicembre 2011 İzmir Halkapınar Spor Salonu, Smirne Durata: ? - Spettatori: ?    | BAL                  | 0 - 3 | Arkas          | [ 2 ]                             |
| 6 dicembre 2011 Torul Spor Salonu, Torul Durata: ? - Spettatori: ?                | Torul Gençlerbirliği | 2 - 3 | İstanbul BB    | 21-25, 27-25, 17-25, 29-27, 14-16 |
| 6 dicembre 2011 4 Eylül Spor Salonu, Sivas Durata: ? - Spettatori: ?              | Sivas Dört Eylül     | 0 - 3 | Halkbank       | 19-25, 14-25, 22-25               |

### Quarti di finale

#### Andata
| 25 gennaio 2012 Başkent Voleybol Salonu, Ankara Durata: ? - Spettatori: ?    | TED Ankara  | 0 - 3 | Fenerbahçe     | 21-25, 21-25, 21-25              |
| 26 gennaio 2012 BJK Akatlar Arena, Istanbul Durata: ? - Spettatori: ?        | Beşiktaş    | 3 - 0 | Ziraat Bankası | 25-20, 25-19, 25-22              |
| 26 gennaio 2012 Burhan Felek Spor Salonu, Istanbul Durata: ? - Spettatori: ? | Galatasaray | 3 - 2 | Arkas          | 21-25, 20-25, 25-20, 25-22, 15-8 |
| 27 gennaio 2012 Burhan Felek Spor Salonu, Istanbul Durata: ? - Spettatori: ? | İstanbul BB | 1 - 3 | Halkbank       | 21-25, 17-25, 25-21, 18-25       |

#### Ritorno
| 14 febbraio 2012 Burhan Felek Spor Salonu, Istanbul Durata: ? - Spettatori: ?   | Fenerbahçe     | 3 - 1 | TED Ankara  | 25-18, 18-25, 25-13, 25-14                   |
| 15 febbraio 2012 Başkent Voleybol Salonu, Ankara Durata: ? - Spettatori: ?      | Ziraat Bankası | 3 - 1 | Beşiktaş    | 25-19, 23-25, 25-18, 25-23 Golden set: 15-10 |
| 15 febbraio 2012 İzmir Halkapınar Spor Salonu, Smirne Durata: ? - Spettatori: ? | Arkas          | 3 - 1 | Galatasaray | 25-15, 25-27, 25-17, 25-20 Golden set: 13-15 |
| 15 febbraio 2012 Başkent Voleybol Salonu, Ankara Durata: ? - Spettatori: ?      | Halkbank       | 3 - 0 | İstanbul BB | 25-19, 25-15, 25-22                          |

### Final-four
|  | Semifinali     | Semifinali     | Semifinali |            |             | Finale 1º/2º posto | Finale 1º/2º posto | Finale 1º/2º posto |  |
|  |                |                |            |            |             |                    |                    |                    |  |
|  | Ziraat Bankası | Ziraat Bankası | 1          |            |             |                    |                    |                    |  |
|  | Ziraat Bankası | Ziraat Bankası | 1          |            |             |                    |                    |                    |  |
|  | Galatasaray    | Galatasaray    | 3          |            |             |                    |                    |                    |  |
|  | Galatasaray    | Galatasaray    | 3          |            | Galatasaray | Galatasaray        | 1                  |                    |  |
|  |                |                |            |            | Galatasaray | Galatasaray        | 1                  |                    |  |
|  |                |                | Fenerbahçe | Fenerbahçe | 3           |                    |                    |                    |  |
|  | Fenerbahçe     | Fenerbahçe     | Fenerbahçe | Fenerbahçe | 3           | 3                  |                    |                    |  |
|  | Fenerbahçe     | Fenerbahçe     |            |            |             | 3                  |                    |                    |  |
|  | Halkbank       | Halkbank       | 2          |            |             | Finale 3º/4º posto | Finale 3º/4º posto | Finale 3º/4º posto |  |
|  | Halkbank       | Halkbank       | 2          |            |             |                    |                    |                    |  |
|  |                |                |            |            |             |                    |                    |                    |  |
|  |                |                |            |            |             | Ziraat Bankası     | Ziraat Bankası     | 1                  |  |
|  |                |                |            |            |             | Ziraat Bankası     | Ziraat Bankası     | 1                  |  |
|  |                |                |            |            |             | Halkbank           | Halkbank           | 3                  |  |

#### Semifinali
| 7 aprile 2012 Anadolu Üniversitesi S. Salonu, Eskişehir Durata: ? - Spettatori: ? | Ziraat Bankası | 1 - 3 | Galatasaray | 25-18, 20-25, 25-15, 25-10 |
| 7 aprile 2012 Anadolu Üniversitesi S. Salonu, Eskişehir Durata: ? - Spettatori: ? | Fenerbahçe     | 3 - 1 | Halkbank    | 28-26, 32-34, 25-18, 25-23 |

#### Finale 3º/4º posto
| 8 aprile 2012 Anadolu Üniversitesi S. Salonu, Eskişehir Durata: ? - Spettatori: ? | Ziraat Bankası | 1 - 3 | Halkbank | 13-25, 15-25, 25-23, 17-25 |

#### Finale
| 8 aprile 2012 Anadolu Üniversitesi S. Salonu, Eskişehir Durata: 1h:51 - Spettatori: ? | Galatasaray | 1 - 3 | Fenerbahçe | 20-25, 25-23, 23-25, 17-25 |